# Platyceps largeni
Platyceps largeni är en ormart som beskrevs av Schätti 200. Platyceps largeni ingår i släktet Platyceps och familjen snokar. Inga underarter finns listade i Catalogue of Life.
Arten förekommer endemisk på ön Dahlak Kebr i Röda havet. Ön tillhör Eritrea. Honor lägger ägg.